# 王慧潣
王慧潣（?—?），河南省內鄉縣人，清朝政治人物、進士出身。
光緒三十年，會試第256名；殿試登進士三甲第43名，后授以主事分部學習。